# Rhyacophila amblyodonta
Rhyacophila amblyodonta är en nattsländeart som beskrevs av Sun och Yang 1999. Rhyacophila amblyodonta ingår i släktet Rhyacophila och familjen rovnattsländor. Inga underarter finns listade i Catalogue of Life.